# Prosimulium fuscum
Prosimulium fuscum är en tvåvingeart som beskrevs av John Thomas Irvine Boswell Syme och Davies 1958. Prosimulium fuscum ingår i släktet Prosimulium och familjen knott. Inga underarter finns listade i Catalogue of Life.